# Helena André
Maria Helena dos Santos André ComM (Oeiras, Paço de Arcos, 29 de outubro de 1960) é uma política portuguesa, e foi Ministra do Trabalho e da Solidariedade Social do XVIII Governo Constitucional de Portugal.

## Biografia
Helena André é licenciada em Línguas e Literaturas Modernas pela Faculdade de Letras da Universidade de Lisboa e é membro do Conselho Científico do Instituto de Investigação sobre o Emprego da Napier University.
A 11 de Março de 2000 foi feita Comendadora da Ordem do Mérito.
Enquanto secretária-geral adjunta da Confederação Europeia de Sindicatos, cargo para o qual foi reeleita em 2007, coordenou a intervenção da CES no diálogo social europeu e na área das políticas sociais.
Foi Ministra do Trabalho e da Solidariedade Social do XVIII Governo Constitucional de Portugal de Outubro de 2009 a Junho de 2011.